# Danças Eslavas

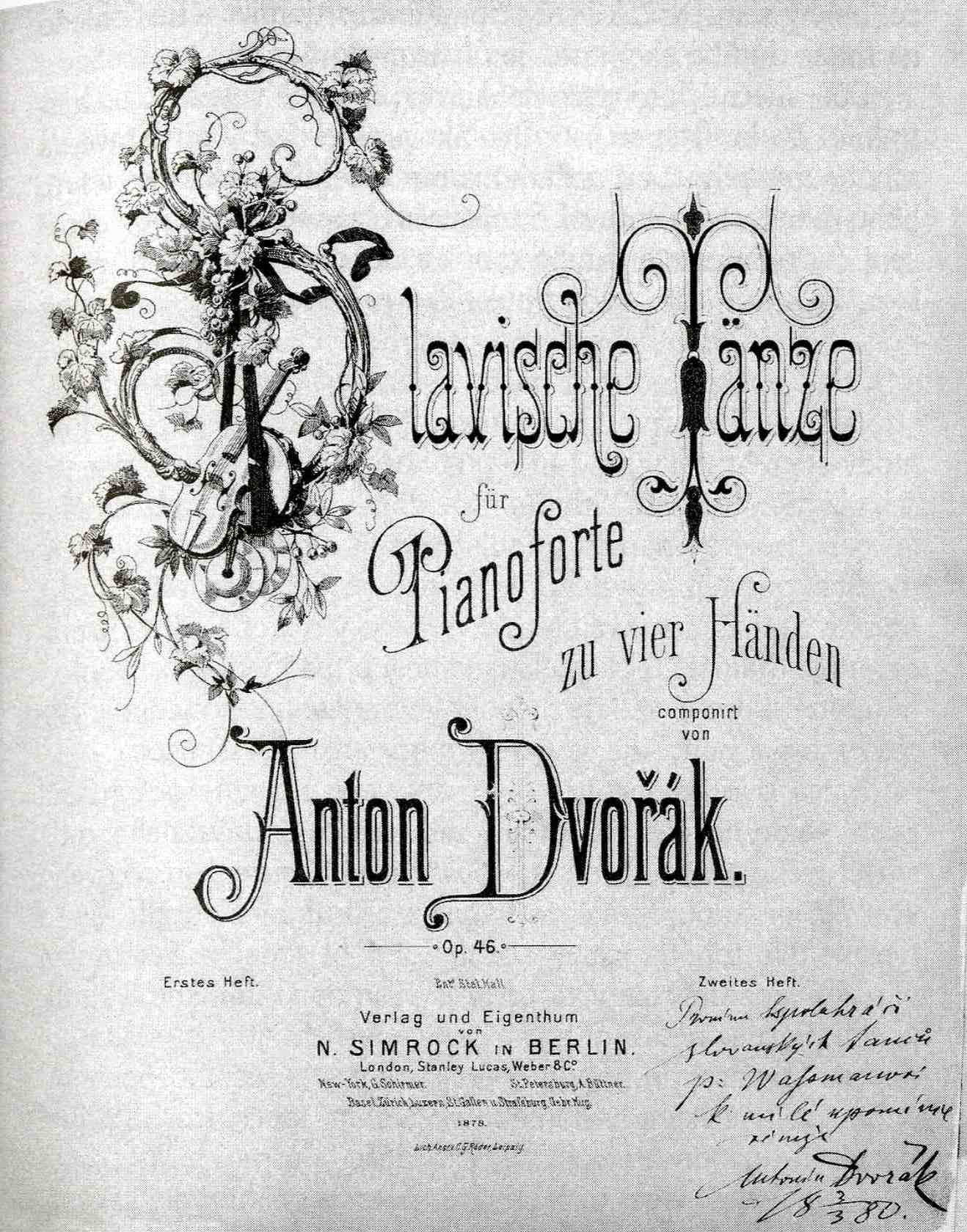
Página inicial da primeira série das Danças Eslavas com a dedicação de Dvořák a Wassman

Danças Eslavas é uma série de dezesseis peças orquestrais compostas por Antonín Dvořák, em 1878 e 1886, tendo sido publicadas em dois grupos como Opus 46 e Opus 72. Originalmente escritas para piano a quatro mãos, foram inspiradas nas Danças Húngaras de Johannes Brahms. Vivas e nacionalistas, as peças foram bem recebidas em seu lançamento, mantendo-se como uma das obras mais memoráveis do compositor, com aparições ocasionais na cultura popular.

## Música

### Opus 46
- Nº 1 em Dó maior (Furiant)
- Nº 2 em Mi menor (Dumka)
- Nº 3 em Lá bemol maior (Polka)
- Nº 4 em Fá maior (Sousedská)
- Nº 5 em Lá maior (Skočná)
- Nº 6 em Ré maior (Mazurka)
- Nº 7 em Dó menor (Skočná)
- Nº 8 em Sol menor (Furiant)

### Opus 72
- Nº 1 (9) em Si maior (Odzemek)
- Nº 2 (10) em Mi menor (Starodávny)
- Nº 3 (11) em Fá maior (Skočná)
- Nº 4 (12) em Ré bemol maior (Dumka)
- Nº 5 (13) em Si bemol menor (Špacírka)
- Nº 6 (14) em Si bemol maior (Starodávný)
- Nº 7 (15) em Dó maior (Kolo)
- Nº 8 (16) em Lá bemol maior (Sousedská)